# Thomas Friedlaender
Thomas Friedlaender (* 1966 in Magdeburg) ist ein deutscher Musiker (Naturtrompete, Zink, Corno da tirarsi, Perkussion), der sowohl im Bereich der Alten Musik als auch der Improvisationsmusik hervorgetreten ist.

## Leben
Friedlaender lernte als Kind Perkussionsinstrumente als Autodidakt. Dann spielte er Trompete. Er studierte  zunächst an der Hochschule für Musik Carl Maria von Weber Dresden moderne Trompete, um dann in verschiedenen Orchestern zu arbeiten.
Zudem beschäftigte er sich mit Jazz, freier Improvisation, elektronischer Musik und Perkussion. Seit 1990 entdeckte er für sich die frühneuzeitliche Bläserkultur für Zink und Trompete. An der Hochschule für Musik und Theater Leipzig studierte er Zink und historische Improvisation, sodann in Basel an der Schola Cantorum Basiliensis bei Bruce Dickey, Edward H. Tarr und Jean-François Madeuf. Daneben nahm er privaten Perkussionsunterricht und besuchte Kurse bei Günter Baby Sommer, Glen Velez, Marko Lackner, William Dongois, Conny Bauer und Markus Stockhausen.
Friedländer gründete verschiedene Kammermusikensembles, mit denen er über 30 Programme mit solistischer Kammermusik verschiedener Epochen und Regionen aufführte; in einigen Programmen schlug er die Brücke zur Musik des Orients und Klängen der Gegenwart. Weiterhin wurde er zu Konzerten und Aufnahmen mit renommierten Ensembles im Bereich der Alten Musik (etwa Dresdner Kammerchor, Camerata Lipsiensis, Musica Fiata, Lautten Compagney, Batzdorfer Hofkapelle, Ensemble Weser-Renaissance Bremen) und der zeitgenössischen Musik (MusikFabrik NRW, AuditivVokal u. a.) eingeladen.
Mit seinem interdisziplinären Kunstprojekt Dresdner Totentanz machte Friedlaender seit 2001 mehrfach (zwischen 2011 und 2015 jährlich) das historische gleichnamige Dresdner Sandsteinfries auf neue Art erlebbar; mit der spartenoffenen Veranstaltungsreihe „Offenes Palais – Musik und Kunst im Großen Garten“ belebt er den Großen Garten in Dresden.